# George Sclater-Booth
George Limbrey Sclater-Booth (19 mai 1826-22 octobre 1894), connu sous le nom de George Sclater-Booth, est un homme politique conservateur britannique. Il est président du Local Government Board sous Benjamin Disraeli entre 1874 et 1880.

## Jeunesse et éducation
Né George Sclater, il est le fils de William Lutley Sclater, de Hoddington House, Hampshire, et Anna Maria, fille de William Bowyer. Il est le frère du naturaliste Philip Lutley Sclater. Il fait ses études au Winchester College et au Balliol College, à Oxford, et est admis au Barreau à Inner Temple, en 1851. En 1857, il prend par licence royale le nom de famille supplémentaire de Booth pour répondre à la volonté d'Anna Maria Booth .

## Carrière politique
Il est élu député de North Hampshire en 1857, circonscription qu'il représente jusqu'en 1885, date à laquelle la circonscription est divisée . Il est ensuite élu pour Basingstoke, l'une des nouvelles divisions de son ancienne circonscription, pour laquelle il siège jusqu'à ce qu'il devienne pair en 1887 . Son premier poste au gouvernement est celui de secrétaire parlementaire du Poor Law Board dans le troisième et dernier ministère de Lord Derby, en remplacement de Ralph Anstruther Earle (anciennement secrétaire privé de Disraeli), qui démissionne à cause de la réforme électorale de 1867. Il est ensuite secrétaire financier du Trésor dans le gouvernement éphémère de 1868 de Benjamin Disraeli. Lorsque les conservateurs reviennent au pouvoir en 1874 sous Disraeli, il est nommé président du Local Government Board, poste qu'il occupe jusqu'à la chute du gouvernement en 1880. Il est admis au Conseil privé en 1874 et en 1887, il est élevé à la pairie en tant que baron Basing, de Basing Byflete et Hoddington, tous deux dans le comté de Southampton.
Il est élu membre de la Royal Society en 1876 .

## Famille
Lord Basing épouse Lydia Caroline, fille de George Birch, en 1857. Ils ont quatre fils et six filles. Elle est décédée en juillet 1881. Lord Basing lui a survécu pendant treize ans et est décédé à Hoddington House, Hampshire, en octobre 1894, à l'âge de 68 ans. Son fils aîné, George lui succède comme baron.
En 1898, sa fille, l'hon. Eleanor Birch Sclater-Booth épouse Henry Wilson-Fox (en), qui est plus tard député conservateur.